# Oscar Wanscher (kirurg)
Oscar Wanscher, född den 19 mars 1846 i Köpenhamn, död där den 7 mars 1906, var en dansk kirurg. 
Efter att ha tagit medicinsk ämbetsexamen 1871 studerade han ögonsjukdomar och senare kirurgi, blev reservkirurg på Kommunehospitalet, Dr. med. 1877, kårläkare 1879, konkurrerede om en docentplats i kirurgi 1885, men segrade inte. År 1892 blev han överkirurg vid Frederiks Hospital och docent i klinisk kirurgi och 1900 extraordinarie professor i kirurgisk patologi. 
Wanscher skrev en hel del, däribland Om Brugen af Æter som Indaandingsmiddel ved kirurgisk Anæsthesi (1882) vid en tidpunkt, då man i Danmark så gott som uteslutande använde kloroform till bedövning. Wanscher konstruerade senare en mycket använd mask till eterbedövning. De sista åren sysselsatte han sig mycket med kirurgins historia och skrev en rad avhandlingar, särskilt om berömda kirurger.